# 羅克尼嶺
75°2′S 133°45′W / 75.033°S 133.750°W
羅克尼嶺（英語：Rockney Ridge）是南極洲的山嶺，位於瑪麗伯德地，處於古爾希吉安山東北面，屬於德馬斯山脈的一部分，美國地質調查局根據測量和該國海軍的空中照片繪入地圖，現時由南極條約體系管理。